# Klaus Hepp
Klaus Hepp (né le 11 décembre 1936) est un physicien théoricien suisse d'origine allemande travaillant principalement dans la théorie quantique des champs. 

## Biographie
Hepp étudie les mathématiques et la physique à l'université de Münster et à l'école polytechnique fédérale de Zurich (ETHZ), où, en 1962, avec Res Jost comme premier directeur de thèse et Markus Fierz comme second directeur de thèse, il obtient un doctorat pour la thèse (Kovariante analytische Funktionen) et à l'ETHZ en 1963 atteint le rang de privatdozent. De 1966 jusqu'à sa retraite en 2002, il y est professeur de physique théorique. De 1964 à 1966, il est à l'Institute for Advanced Study de Princeton. Hepp est également Loeb Lecturer à Harvard et à l'institut des hautes études scientifiques près de Paris.
Hepp travaille sur la théorie quantique relativiste des champs, la mécanique statistique quantique et la physique théorique des lasers. En théorie quantique des champs, il donne une preuve complète du théorème de renormalisation de Bogoliubov-Parasyuk (Hepp et Wolfhart Zimmermann, appelés en leur honneur le théorème BPHZ). Depuis un séjour de recherche 1975/6 au MIT, il travaille également dans le domaine des neurosciences, par exemple l'effet réciproque entre les capteurs de mouvement, le sens visuel et les mouvements oculaires avec Volker Henn à Zurich.
En 2004, il reçoit la médaille Max-Planck.